# 岩手県道158号藪川川口線
岩手県道158号藪川川口線（いわてけんどう158ごう やぶかわかわぐちせん）は、岩手県盛岡市から岩手郡岩手町に至る一般県道である。

## 概要
岩手町から岩洞湖・岩泉町方面へ丹藤川に沿って走る。区間の大半は道幅1.5車線程度と狭い。

### 路線データ
- 起点：盛岡市藪川字町村（国道455号交点）
- 終点：岩手郡岩手町大字川口第9地割（岩手川口駅入口、県道157号交点）

## 歴史
- 1976年（昭和51年）10月1日 - 県道に認定される。

## 地理

### 通過する自治体
- 盛岡市
- 岩手郡岩手町
- 盛岡市
- 岩手郡岩手町

### 交差する道路
- 国道455号（盛岡市藪川字町村、起点）
- 岩手県道157号岩手川口停車場線（岩手町大字川口第9地割、終点）